# آلویس کار

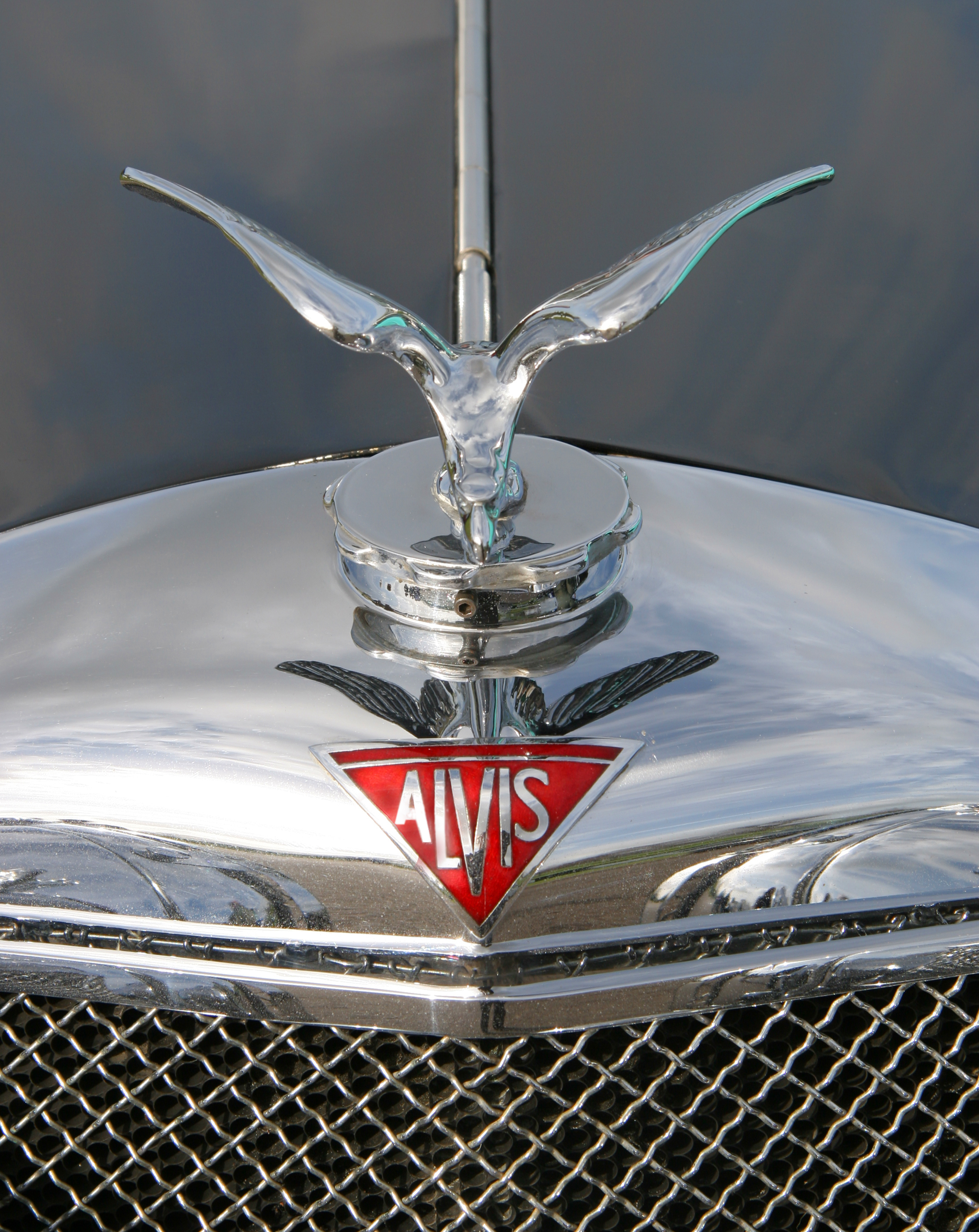
تصویری از دماغه خودروی آلویس

آلویس کار (انگلیسی: Alvis Car) شرکت خودروسازی بریتانیایی بود، که در سال ۱۹۱۹ تأسیس شد.